# MuchMusic Video Awards
I MuchMusic Video Awards (nella forma abbreviata MMVA) sono riconoscimenti di ambito musicale assegnati annualmente dal canale canadese MuchMusic per premiare i migliori videoclip musicali dell'anno.
Le cerimonie di premiazione non si svolgono in una sede fissa, ma avvengono solitamente a Toronto (lungo la Queen Street West, per esempio, all'esterno della città). I conduttori della serata non devono necessariamente avere un collegamento con l'industria musicale ma, come nel caso degli MTV Video Music Awards, possono appartenere ad altri ambiti (cinema, moda ecc.).

## Categorie
- Miglior video (MuchMusic Video Award for Best Video)
- Miglior regista (MuchMusic Video Award for Best Director)
- Miglior post-produzione (MuchMusic Video Award for Best Post-Production)
- Miglior video internazionale (MuchMusic Video Award for Best International Artist Video)
- Miglior fotografia (MuchMusic Video Award for Best Cinematography)
- Miglior video pop (MuchMusic Video Award for Best Pop Video)
- Miglior video internazionale canadese (MuchMusic Video Award for Best International Video by a Canadian)